# Antonio Casas
Antonio Casas Barros (La Coruña, 11 de noviembre de 1911-Madrid, 14 de febrero de 1982) fue un actor y futbolista español.

## Biografía
Cursó estudios de Marina mercante y se dedicó profesionalmente al fútbol durante algunas temporadas como jugador del Atlético de Madrid, hasta que una lesión lo apartó del deporte y en 1941 recaló casualmente en el cine con un papel secundario en la película Unos pasos de mujer, de Eusebio Fernández Ardavín. En 1945 se inició en el teatro de la mano de María Fernanda Ladrón de Guevara.
Su versatilidad sobre las tablas le permitió interpretar obras de Luigi Pirandello o Agatha Christie, destacando en montajes como La enemiga; Una gallega en Nueva York; En la red, de Alfonso Sastre, con dirección de Juan Antonio Bardem y El abogado del diablo, en versión libre de José María Pemán. 
En el cine se convirtió en un sólido actor de reparto a lo largo de las décadas de 1940 y 1950, con títulos como Fuenteovejuna, de Antonio Román; La leona de Castilla y Alba de América, de Juan de Orduña o El ruiseñor de las cumbres, de Antonio del Amo. Durante la década de 1960 participó en numerosos Spaguetti western, recordándose su trabajo en Una pistola para Ringo y El retorno de Ringo, de Duccio Tessari y sobre todo en El bueno, el feo y el malo, de Sergio Leone. 
En 1963 consiguió el Premio del Sindicato Nacional del Espectáculo por su papel principal en Nunca pasa nada, de J. A. Bardem, donde encarnó a un médico de provincias en la disyuntiva de dejarse seducir por una alegre corista francesa o seguir agonizando en la rutina familiar. Su amplia filmografía incluye los títulos Fata Morgana, de Vicente Aranda; Nueve cartas a Berta, de Basilio Martín Patino; Tristana, de Luis Buñuel y Nadie oyó gritar, de Eloy de la Iglesia, entre otras.
Para la televisión intervino con asiduidad en espacios como Estudio 1 y Novela, y en sus últimos años en las series Cervantes y La máscara negra.

## Filmografía selecta
- El hombre que supo amar, de Miguel Picazo (1978).
- Inquisición, de Jacinto Molina (1976).
- La muerte del escorpión, de Gonzalo Herralde (1976).
- Volvoreta de José Antonio Nieves Conde.
- La joven casada, de Mario Camus (1975).
- El mejor alcalde, el rey (1974), de Rafael Gil.
- Disco rojo, de Rafael Romero Marchent (1973).
- Nadie oyó gritar, de Eloy de la Iglesia (1973).
- El desafío de Pancho Villa, de Eugenio Martín Márquez (1972).
- Me enveneno de azules, de Francisco Regueiro (1971).
- El bosque del lobo, de Pedro Olea (1971).
- Tristana, de Luis Buñuel (1970).
- Pepa Doncel, de Luis Lucia (1969).
- Manos torpes, de Rafael Romero Marchent (1969).
- Las secretarias, de Pedro Lazaga (1968).
- Operación Plus Ultra , de Pedro Lazaga (1966)
- El bueno, el feo y el malo, de Sergio Leone (1966).
- Nueve cartas a Berta, de Basilio Martín Patino (1966).
- El retorno de Ringo, de Duccio Tessari (1966).
- El salvaje Kurdistán, de Franz Josef Gottlieb  (1965).
- Una pistola para Ringo, de Duccio Tessari (1965).
- Fata Morgana, de Vicente Aranda (1965).
- El sonido de la muerte, de José Antonio Nieves Conde (1965).
- Brandy, de José Luis Borau (1964).
- El camino, de Ana Mariscal (1963).
- Chantaje a un torero, de Rafael Gil (1963).
- Nunca pasa nada, de Juan Antonio Bardem (1963).
- La gran familia, de Fernando Palacios (1962).
- Teresa de Jesús, de Juan de Orduña (1961).
- El coloso de Rodas, de Sergio Leone (1961).
- La paz empieza nunca, de León Klimovsky (1960).
- Héroes del aire, de Ramón Torrado (1958).
- El ruiseñor de las cumbres, de Antonio del Amo (1958).
- Habanera, de José María Elorrieta (1958).
- Los ángeles del volante, de Ignacio Iquino (1957).
- El expreso de Andalucía, de Francisco Rovira Beleta (1956).
- El guardián del paraíso, de Arturo Ruiz Castillo (1955).
- Fuego en la sangre de Ignacio Iquino (1953).
- Fantasía española de Javier Setó (1953).
- Vuelo 971 de Rafael J. Salvia (1953).
- Alba de América, de Juan de Orduña (1951).
- La leona de Castilla, de Juan de Orduña (1951).
- Cerca del cielo, de Mariano Pombo y Domingo Viladomat (1951).
- El santuario no se rinde, de Arturo Ruiz Castillo (1949).
- Obsesión, de Arturo Ruiz Castillo (1947).
- Fuenteovejuna, de Antonio Román (1947).
- El doncel de la Reina, de Eusebio Fernández Ardavín (1946).
- Espronceda, de Fernando Alonso Casares (1945).
- Correo de indias, de Edgar Neville (1942).
- La rueda de la vida, de Eusebio Fernández Ardavín (1942).
- Goyescas, de Benito Perojo (1942).
- Unos pasos de mujer, de Eusebio Fernández Ardavín (1941).

Texas Kid, de Lesley Selander (1965).